# Esjufjöll

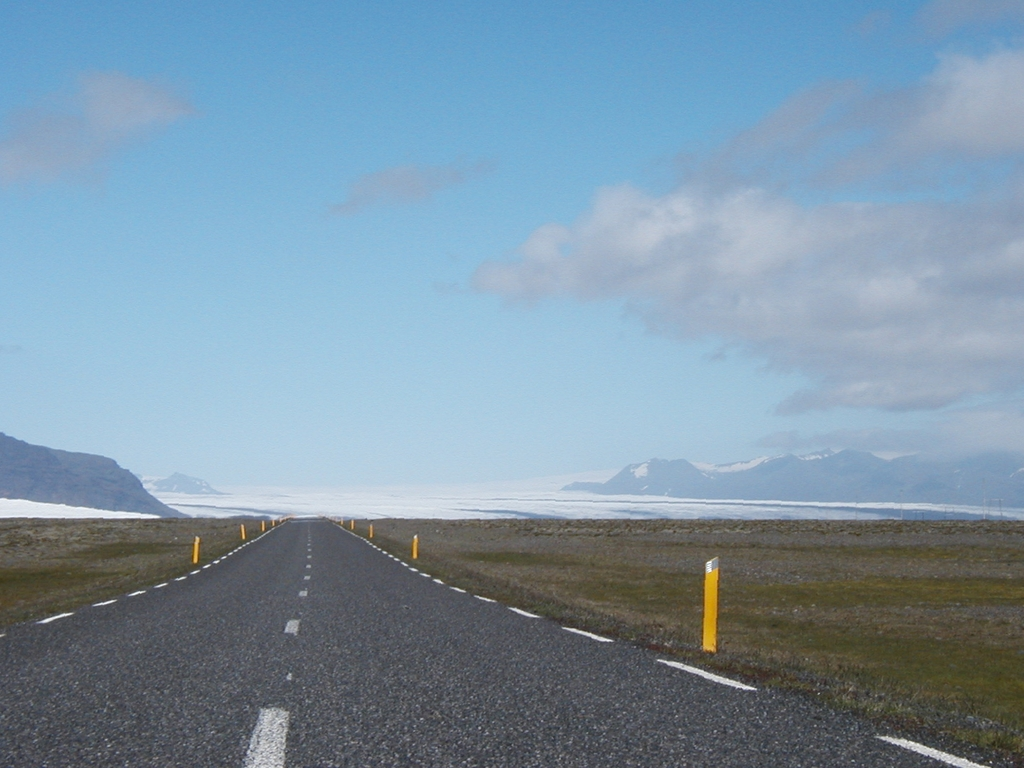
Vista desde el sur del Breidamerkurjokull y el Esjufjöll (derecha).

El Esjufjöll (pronunciado "Ä:sjüfjötl") es un volcán subglacial en la parte sur de la capa de hielo de Vatnajökull, al norte del volcán Öræfajökull, está formado por el volcán central de Snaehetta y una gran caldera. La mayor parte del volcán, incluyendo la caldera de 40 km², está cubierta por la capa de hielo, pero partes del flanco sur están expuestos en las crestas de roca. La mayor parte de las rocas expuestas son ligeramente basaltos alcalinos, pero pequeñas cantidades de rocas riolíticas también están presentes.
Un gran glaciar que descendió de Jokulsa a Breidamerkursandi, a lo largo de la costa sudeste de Vatnajökull en el comienzo de septiembre de 1927, fue acompañado por un olor de azufre, y en una ocasión, con caída de cenizas en Breidamerkurjökull, por lo que se consideró que posiblemente su origen haya sido del Esjufjöll. Aunque ninguna erupción desde el Holoceno ha sido confirmada para el Esjufjöll, se detectaron una multitud de terremotos que podrían indicar movimientos de magma en octubre de 2002 y en octubre de 2010.

## Fuente
- Esjufjöll volcano en Volcano Discovery (en inglés)
- Esjufjöll. Programa de Vulcanismo Global. Instituto Smithsoniano. (en inglés)

- Datos: Q1367704
- Multimedia: Esjufjöll / Q1367704